# Castelli di ghiaccio
Castelli di ghiaccio è un film del 1978 diretto da Donald Wrye ed interpretato da Lynn-Holly Johnson e Robby Benson.
La canzone "Through the Eyes of Love", interpretata da Melissa Manchester, ricevette una nomination all'Oscar alla migliore canzone ai Premi Oscar 1980.

## Trama
Alexis Winston è una giovane ragazza che adora pattinare a volte insieme al suo ragazzo Nick, giocatore di hockey. Decide di partecipare ad una gara dove viene notata da un allenatore che comprende subito il suo grande talento e la convince ad intraprendere la carriera agonistica. La lontananza dal suo ragazzo influisce non poco sul suo rendimento ma la sua carriera spicca il volo. Un giorno, invitata ad una festa, non essendo il suo mondo, esce e inizia a pattinare su di un lago dove però cade durante un salto e perde la vista. Tornata a casa, cade in depressione da cui esce grazie a Nick e alla sua volontà, iniziando ad allenarsi per partecipare ai Nazionali dove si esibisce in modo splendido. Solo a fine gara il pubblico scopre il suo segreto.

## Riprese
Le riprese del film hanno avuto luogo in Colorado e nel Minnesota.

## Adattamenti
Una adattamento letterario del film, intitolata Ice Castles e scritta da Leonore Fleischer, venne distribuita in contemporanea con il film.

## Remake
Nel 2009 il regista Donald Wrye ha girato un remake del suo film. Intitolato Castelli di ghiaccio - Vivere per un sogno ed interpretato da Taylor Firth e Rob Mayes, il film venne distribuito in direct-to-video il 9 febbraio 2010 (in Italia il 23 febbraio), poco prima dei XXI Giochi olimpici invernali.